# Витебский проспект (Могилёв)
Витебский проспект (бел. Віцебскі праспект) — проспект в юго-восточной части Могилёва, в Октябрьском районе.

## История
Первоначально имел название Оршанское шоссе. В 1978 году получил нынешнее название.

## Расположение
Ориентирован с юго-запада на северо-восток. Является продолжением проспекта Димитрова, начинается от путепровода через железнодорожные пути, с севера примыкают улицы Полтавская и Автозаводская, с юга — Чаусское шоссе. За пределами города переходит в трассу Р96. Длина проспекта составляет около 2,7 км.

## Застройка
Формирование современного облика проспекта началось в 1970-е гг. В нынешней застройке преобладают 4-, 5-, 9-этажные, преимущественно жилые, дома со встроенными предприятиями торговли и бытового назначения.

### Нечётная сторона
- № 5 — Могилёвский вагоностроительный завод
- № 5 — Могилёвский автомобильный завод
- стадион «Торпедо»

### Чётная сторона
- № 8 — Могилевская детская поликлиника № 2
- № 42 — Могилевская поликлиника № 5
- № 56 — Ясли-сад № 48
- № 58 — Ясли-сад № 73
- № 70 — Могилевская областная психиатрическая больница

## Парки
Перспективу проспекта замыкает лесной массив Лубужского лесопарка.